# Stradivarius (Inditex)
Stradivarius es una cadena de tiendas de ropa que está englobada en el grupo Inditex, y con sede en Barcelona, España.

## Historia
Stradivarius es una cadena de tiendas de moda juvenil fundada en el año 1994 por la familia catalana Triquell, vendida años más tarde (1999) al grupo Inditex por la compra del 90% de participación. En el año 2005 finalizó la compra con el 100% del capital; manteniendo como director a Jordi Triquell, hijo del fundador, Francisco Triquell.
Uno de los símbolos más característicos de la empresa es su logotipo, destacando por la sustitución de la primera "S" del nombre por una clave de Sol. 
Inicialmente se dedicaba a la moda femenina, pero el 1 de febrero de 2017 lanzó la primera línea de moda para hombres llamada "Stradivarius Man", aunque en 2018 decidieron cerrarla por falta de ingresos y su poca venta.
En 2022 Stradivarius sale del mercado ruso por la guerra en Ucrania.

## Tiendas
Stradivarius ahora mismo está presente en 63 países con una red de 849 tiendas en todo el mundo.